# 申喆均
申 喆均（シン・チョルギュン、朝鮮語: 신철균、1924年11月16日 - 1993年3月14日）は、大韓民国の教員、政治家。第12代春川市長。第10・11・12・13代大韓民国国会議員。本貫は平山申氏。

## 経歴
1924年11月16日に生まれた。春川師範学校（現: 春川教育大学校）を卒業後、ソウル大学校法科大学に進学し卒業した。その後春川国民学校（現: 春川初等学校）の教員や陸軍経理学校の教官などを務め、1964年1月18日に政府の任命により第12代春川市長に就任した。1978年12月12日に実施された第10代総選挙に統一主体国民会議として維新政友会から立候補して当選し、国会議員となりその後も3度議員の職を務めた。その後、韓国海外開発公社理事を務めた。
1993年3月14日、持病により69歳で死去した。